# Melittia ectothyris
Melittia ectothyris là một loài bướm đêm thuộc họ Sesiidae. Nó được tìm thấy ở Nam Phi.